# 龙观乡
龙观乡，是中华人民共和国浙江省宁波市海曙区下辖的一个乡镇级行政单位，因废弃的龙谷乡、鹳岭乡头字（“鹳”误写为“观”）而得名:121。

## 历史
唐朝时已有人居住。宋、元、明、清时称通远乡，民国时为龙鹳乡（亦称龙观乡），1950年8月分为环溪乡、金谷乡、鹳岭乡，属鄞江区，1956年6月合并为龙观乡，1958年10月为四明山（四明）人民公社第一、第二2个大队（管理区），1961年改为龙观公社，属鄞江区，1963年改属樟水区，1983年6月改为龙观乡:121、494-495，2016年9月划归海曙区管辖。

## 行政区划
龙观乡下辖以下地区：
龙观社区、金溪村、后隆村、桓村、大路村、李岙村、雪岙村、山下村、龙谷村、龙峰村和龙溪村。